# Liste der Monuments historiques in Hyèvre-Paroisse
Die Liste der Monuments historiques in Hyèvre-Paroisse führt die Monuments historiques in der französischen Gemeinde Hyèvre-Paroisse auf.

## Liste der Immobilien
| Bezeichnung | Beschreibung    | Standort              | Kennzeichnung | Schutzstatus | Datum | Bild           |
| ----------- | --------------- | --------------------- | ------------- | ------------ | ----- | -------------- |
| Waschhaus   | bezeichnet 1848 | Rue Principale (Lage) | PA00101655    | Inscrit      | 1981  | weitere Bilder |

## Liste der Objekte
| Bezeichnung                          | Beschreibung                                                                                               | Standort                                | Kennzeichnung | Schutzstatus | Datum | Bild |
| ------------------------------------ | --- | --------------------------------------- | ------------- | ------------ | ----- | ---- |
| Josefsaltar                          | linker Seitenaltar; Altartisch, Holz, farbig gefasst und vergoldet, 18. Jahrhundert; zugehörig PM25000822  | in der Kirche Sts-Pierre-et-Paul (Lage) | PM25000821    | Classé       | 1985  |      |
| Retabel des Josefsaltar              | Holz, farbig gefasst und vergoldet, 18. Jahrhundert; zugehörig PM25000823                                  | in der Kirche Sts-Pierre-et-Paul (Lage) | PM25000822    | Classé       | 1985  |      |
| Gemälde Heiliger Josef mit Jesuskind | Ölfarbe auf Leinwand, 18. oder 19. Jahrhundert                                                             | in der Kirche Sts-Pierre-et-Paul (Lage) | PM25000823    | Classé       | 1985  |      |
| Maria-Rosenkranz-Altar               | rechter Seitenaltar; Altartisch, Holz, farbig gefasst und vergoldet, 18. Jahrhundert; zugehörig PM25000825 | in der Kirche Sts-Pierre-et-Paul (Lage) | PM25000824    | Classé       | 1985  |      |
| Retabel des Maria-Rosenkranz-Altars  | Holz, farbig gefasst und vergoldet, 18. Jahrhundert; zugehörig PM25000826                                  | in der Kirche Sts-Pierre-et-Paul (Lage) | PM25000825    | Classé       | 1985  |      |
| Gemälde Stiftung des Rosenkranzes    | Ölfarbe auf Leinwand, 18. Jahrhundert                                                                      | in der Kirche Sts-Pierre-et-Paul (Lage) | PM25000826    | Classé       | 1985  |      |
| Kanzel                               | Holz und Stuck, farbig gefasst und vergoldet, Ende des 18. Jahrhunderts                                    | in der Kirche Sts-Pierre-et-Paul (Lage) | PM25000827    | Classé       | 1985  |      |
| Taufaltar                            | Retabel; Holz, farbig gefasst und vergoldet, 18. Jahrhundert                                               | in der Kirche Sts-Pierre-et-Paul (Lage) | PM25000827    | Classé       | 1985  |      |
| Gemälde Kreuzabnahme                 | Ölfarbe auf Leinwand, 17. Jahrhundert                                                                      | in der Kirche Sts-Pierre-et-Paul (Lage) | PM25000829    | Classé       | 1985  |      |
| Gemälde Madonna mit Kind             | Ölfarbe auf Leinwand, vergoldeter Holzrahmen, 17. Jahrhundert                                              | in der Kirche Sts-Pierre-et-Paul (Lage) | PM25000830    | Classé       | 1985  |      |
| Gittertür                            | Schmiedeeisen, bezeichnet 1766                                                                             | in der Kirche Sts-Pierre-et-Paul (Lage) | PM25000831    | Classé       | 1985  |      |
| Skulptur Madonna mit Kind            | Holz, farbig gefasst und vergoldet, 18. Jahrhundert                                                        | in der Kirche Sts-Pierre-et-Paul (Lage) | PM25000832    | Classé       | 1985  |      |
| Hauptaltar                           | Holz, farbig gefasst und vergoldet, 18. Jahrhundert; zugehörig PM25000820 und PM25000834                   | in der Kirche Sts-Pierre-et-Paul (Lage) | PM25000833    | Classé       | 1985  |      |
| Zwei Engelsskulpturen                | Holz, vergoldet, 18. Jahrhundert                                                                           | in der Kirche Sts-Pierre-et-Paul (Lage) | PM25000820    | Classé       | 1985  |      |
| Tabernakel und Expositionsnische     | Holz, farbig gefasst und vergoldet, 18. Jahrhundert                                                        | in der Kirche Sts-Pierre-et-Paul (Lage) | PM25000834    | Classé       | 1985  |      |
| Glocke                               | Bronze, 1774 gegossen                                                                                      | in der Kirche Sts-Pierre-et-Paul (Lage) | PM25000819    | Classé       | 1942  |      |